# جانواريو جيسوس
جانواريو جيسوس هو لاعب كرة قدم برتغالي في مركز الهجوم، ولد في 22 يونيو 1991. لعب مع نادي أولهانينسي.

## وصلات خارجية
- جانواريو جيسوس على موقع قاعدة بيانات كرة القدم.إي يو (الإنجليزية)
- جانواريو جيسوس على موقع قاعدة بيانات كرة القدم.إي يو (الإنجليزية)
- جانواريو جيسوس على موقع قاعدة بيانات كرة القدم.إي يو (الإنجليزية)
- جانواريو جيسوس على موقع Soccerway.com (الإنجليزية)